# シングス・アー・ゲッティング・ベター
『シングス・アー・ゲッティング・ベター』（Things Are Getting Better）は、アメリカ合衆国のジャズ・サクソフォーン奏者、キャノンボール・アダレイが1958年に録音・1959年に発表したスタジオ・アルバム。

## 背景
参加ミュージシャンのうちミルト・ジャクソンとパーシー・ヒースは、モダン・ジャズ・カルテットのメンバーとして活動しており、ジャクソンは当時アトランティック・レコードと専属契約していた。なお、アダレイは以前にも、ジャクソンのリーダー・アルバム『プレンティ・プレンティ・ソウル』（1957年録音・発表）収録曲のうち3曲でサイドマンを務めた。

## 評価
Lindsay Planerはオールミュージックにおいて5点満点中4点を付け「あらゆる嗜好のジャズ・ファンに訴えかけてくる作品で、ためらいなくお薦めできる」と評している。また、ニール・ケリーは2013年、PopMattersにおいて10点満点中9点を付け「アダレイの地に足のついた演奏能力が、ジャクソンの先進的な演奏を見事に引き立てている」と評している。

## 収録曲
特記なき楽曲はキャノンボール・アダレイ作。
1. ブルース・オリエンタル - "Blues Oriental" (Milt Jackson) - 5:01
2. シングス・アー・ゲッティング・ベター - "Things Are Getting Better" - 7:13
3. サーヴス・ミー・ライト - "Serves Me Right" (Buddy Johnson) - 4:47
4. グルーヴィン・ハイ - "Groovin' High" (Dizzy Gillespie) - 5:22
5. ザ・サイドウォークス・オブ・ニューヨーク - "The Sidewalks of New York" (Charles B. Lawlor, James W. Blake) - 6:59
6. サウンズ・フォー・シッド - "Sounds for Sid" - 6:27
7. ジャスト・ワン・オブ・ゾーズ・シングス - "Just One of Those Things" (Cole Porter) - 6:48

### リマスターCDボーナス・トラック
1. サーヴス・ミー・ライト（テイク4） - "Serves Me Right (Take 4)" (B. Johnson) - 4:38
2. ザ・サイドウォークス・オブ・ニューヨーク（テイク4） - "The Sidewalks of New York (Take 4)" (C. B. Lawlor, J. W. Blake) - 5:13

## 参加ミュージシャン
- キャノンボール・アダレイ - アルト・サクソフォーン
- ミルト・ジャクソン - ヴィブラフォン
- ウィントン・ケリー - ピアノ
- パーシー・ヒース - ベース
- アート・ブレイキー - ドラムス